# Nayland
Nayland is een dorp in het bestuurlijke gebied Babergh, in het Engelse graafschap Suffolk. Het maakt deel uit van de civil parish Nayland-with-Wissington en ligt aan de grens met Essex. Het dorp verkreeg het marktrecht in 1227 en moet toen dus van een zeker belang zijn geweest. Nayland heeft een kerk, die in de vijftiende eeuw werd opgetrokken met steun van lokale lakenkooplieden. De kerk heeft een vermelding op de Britse monumentenlijst.